# Umberto Nistri
Umberto Nistri (Roma, 16 settembre 1895 – Roma, 24 aprile 1962) è stato un aviatore, militare e imprenditore italiano, che dopo aver partecipato alla prima guerra mondiale dove fu insignito di due Medaglie d'argento e una Croce di guerra al valor militare fu pioniere del campo della fotogrammetria e inventore del metodo fotogrammetrico Nistri. Insieme al fratello Amedeo fondò la Società anonima rilevamenti aerofotogrammetrici (SARA-Nistri), che fu la prima azienda organizzata a livello industriale per fare carte topografiche dalle fotografie aeree e l’utilizzo degli strumenti fotogrammetrici, e nel luglio 1923 il primo nucleo della Ottico meccanica italiana e rilevamenti aerofotogrammetrici (OMI).

## Biografia
Nacque a Roma il 16 settembre 1895, figlio di Raffaello Nistri e Letizia Nistri, due cugini originari di Quinto Fiorentino.   La famiglia paterna era di origine contadina e Raffaello da giovane intraprese la carriera militare e, con la moglie in attesa di Umberto, si trasferì al rione Prati, dove Umberto fu avviato agli studi.
Con i figli in aumento la coppia si trasferì in un alloggio di servizio all’interno del Forte Trionfale,, dove il capofamiglia svolgeva il ruolo di assistente presso il genio militare. Nel 1913 egli si diplomò geometra e, per aiutare la famiglia lasciò gli studi per intraprendere i suoi primi lavori di carattere topografico.
Lo scoppio della prima guerra mondiale e la successiva entrata del Regno d'Italia nel conflitto, avvenuta il 24 maggio 1915, segnarono la sua carriera. Per una promessa fatta alla madre di non svolgere l’attività di volo, non entrò nel battaglione aviatori, e ma iniziò a frequentare il corso Allievi ufficiali dell'artiglieria da campagna, e il 34º Reggimento d'artiglieria raggiunse il fronte sul Carso. 
Dopo la morte della madre, avvenuta nel 1916, chiese ed ottenne il trasferimento in aviazione, iniziando a frequentare il corso per osservatore di aeroplano sul campo d'aviazione di Centocelle a partire dal maggio 1917. 
Nell'agosto dello stesso anno entrò in servizio presso la 35ª Squadriglia di Santa Giustina (Italia), alla 10ª Squadriglia da bombardamento "Caproni", al Comando del 2º Gruppo aeroplani e dal 12 luglio 1918 alla 27ª Squadriglia. Per la sua attività bellica fu decorato di due Medaglie d'argento al valor militare e della Croce di guerra al valor militare.
Al termine del conflitto, dopo la morte del padre avvenuta nel corso del 1918, per aiutare i propri fratelli rimasti orfani, decise di rimanere in servizio attivo nell'aeronautica militare.
Dopo aver avuto la possibilità di volare, fotografare, cartografare in azioni militari, continuò a farlo dopo la guerra. 
Nel maggio 1919  ottenne il brevetto con il prototipo del fotocartografo, cioè il restitutore aerofotogrammetrico di cui preparò la versione definitiva nel 1922. Sempre nel 1919, come comandante della Scuola di osservazione aerea a Centocelle, effettuò per l’Ufficio dell’Agro romano il rilievo fotogrammetrico di un tratto delle rive del Tevere, per i lavori di risistemazione del suo letto. 
Questa operazione fu eseguita da un aereo con una macchina fotografica a funzionamento semiautomatico residuato della grande guerra, dalla quale furono ricavati elementi metrici agganciati ad una rete di capisaldi sistemati e rilevati a terra, determina la nascita dell’esperienza aerofotogrammetrica italiana.
Nel 1920, grazie a una versione ancora prototipo del fotocartografo, si sperimentò il metodo fotogrammetrico Nistri per il rilievo del poligono di tiro della Farnesina, vicino allo Stadio dei Marmi ed al Foro Italico, a scala 1:1250, facendo vedere i vantaggi dell'applicazione del sistema. Nel corso del 1921 fondò insieme al fratello Amedeo, la Società anonima rilevamenti aerofotogrammetrici (SARA-Nistri), che fu la prima azienda organizzata a livello industriale per fare carte topografiche dalle fotografie aeree e l’utilizzo degli strumenti fotogrammetrici. 
Nel luglio del 1923 nacque il primo nucleo della Ottico meccanica italiana e rilevamenti aerofotogrammetrici (OMI).
Nel marzo 1924, con il grado di tenente in servizio permanente effettivo, si congedò dall'arma di artiglieria.  passando in forza alla neocostituita Regia Aeronautica. Nel corso del 1928 fu promosso capitano della riserva aeronautica. e in quello stesso anno eseguì i rilievi cartografici del centro e del territorio di San Paolo (Brasile) che suggellarono il successo del metodo e dandogli grande esposizione internazionale.
Nel 1930 venne iscritto all'albo dell’ordine degli ingegneri, nel 1932 venne richiamato nella Regia Aeronautica per progettare un sistema di navigazione aerea senza punti di riferimento sul terreno.
Lo strumento, denominato orizzonte artificiale, venne impiegato nel 1933 dagli aerei per la storica crociera atlantica comandata da Italo Balbo, che lo promosse maggiore per meriti speciali, congedandosi poi con il grado di tenente colonnello.
Nonostante i riconoscimenti e gli attestati di stima, che gli dettero grande notorietà a livello internazionale, i primi anni della OMI non furono facili, per la difficile concorrenza delle aziende straniere e, soprattutto, nel far capire l'efficacia del nuovo sistema agli operatori del settore, ancora legati ai sistemi di rilevamento topografico tradizionale. Grazie all’aiuto della Regia Aeronautica, la quale garantì l’utilizzo degli strumenti Nistri, l’azienda cominciò ad essere conosciuta in Italia ed all’estero. 
Con il successo degli anni trenta, nel 1937 la OMI si spostò in un nuovo stabilimento più grande nei pressi della Basilica di San Paolo fuori le mura, in un grande edificio fatto costruire per l'occasione.
Nel 1938 divenne consigliere della Società Italiana di Fotogrammetria "Ignazio Porro" (SIFIP) e membro della Società internazionale, il cui presidente era Gino Cassinis.  In quello stesso anno ottenne la nomina a cavaliere dell'Ordine al merito del lavoro nel 1938, «per aver creato un’industria di interesse nazionale e realizzato una tecnologia innovativa di importanza internazionale.
La morte del fratello Amedeo, avvenuta nel 1936, e il successivo scoppio della seconda guerra mondiale, determinarono l’interruzione delle attività della SARA ed un blocco della produzione della OMI, che rischiava di perdere l’intera strumentazione in suo possesso. Dopo la guerra gli strumenti di restituzione cartografica prodotti dalla OMI furono le macchine più vendute in tutto il mondo. 
Nel 1961, con l’arrivo del calcolatore, la OMI costruì il primo strumento di fotogrammetria numerica mondiale adoperando i concetti ed i brevetti di Uki Helava.
Fu professore incaricato di strumentazione di navigazione aerea nell'Università di ingegneria de La Sapienza di Roma, ebbe la laurea honoris causa del Politecnico di Milano, fu socio onorario della Società internazionale di fotogrammetria e socio onorario fondatore della Società italiana di fotogrammetria.  Si spense a Roma il 24 aprile 1962. In seguito gli fu intitolata una via della Capitale.
Gli subentrò, nell'attività industriale, il figlio Paolo Emilio Nistri.

## Pubblicazioni
- Una coltivazione di rose sulla riva del Tevere, Tiber, Roma, 1958.

### Annotazioni
1. ↑  In tutto furono sei.
2. ↑  Lì vicino vi era villa Mellini, allora sede della sezione fotografica e degli aerostieri del Battaglione specialisti del genio militare.
3. ↑  L'esperienza bellica gli aveva permesso di maturare la conoscenza necessaria per creare uno strumento in grado di descrivere nel dettaglio gli aspetti planimetrici e morfologici del territorio, per fare piante topografiche dalle fotografie aeree stereoscopiche.
4. ↑  In quell'anno sposò la signorina Lola, maestra elementare, che aveva conosciuto a Roma prima dell'inizio della guerra, dalla quale ebbe due figli: Paolo Emilio e Raffaello.
5. ↑  Il prototipo fu costruito a Milano presso la ditta Fratelli Korriphila.
6. ↑  Altri brevetti per i successivi fotocartografi furono del 1925 e del 1929; per pagare gli studi di aerofotogrammetria, egli crea e costruisce i primi strumenti per la navigazione aerea.
7. ↑  Ricevette diversi attestati e riconoscimenti di enti accademici e statali nel mondo.

### Fonti
1. 1 2 3 4 5 6 7 8 9 10 11 12  Mancini 1936, p. 467.
2. 1 2 3 4 5 6 7 8 9 10 11 12 13 14 15 16 17 18  http://www.treccani.it/enciclopedia/umberto-nistri_(Dizionario-Biografico)
3. 1 2 3 4 5  Selvini 2013, p. 82.
4. 1 2  Fiorentino 2016, p. 68.
5. ↑  Selvini 2013, p. 83.
6. 1 2  Selvini 2013, p. 81.
7. 1 2 3 4 5 6 7 8  Fiorentino 2016, p. 124.
8. ↑  Fiorentino 2016, p. 73.
9. ↑  Selvini 2013, p. 84.